# 夏斯利韋 (鮑里斯皮爾區)
50°22′44″N 30°47′22″E / 50.37889°N 30.78944°E

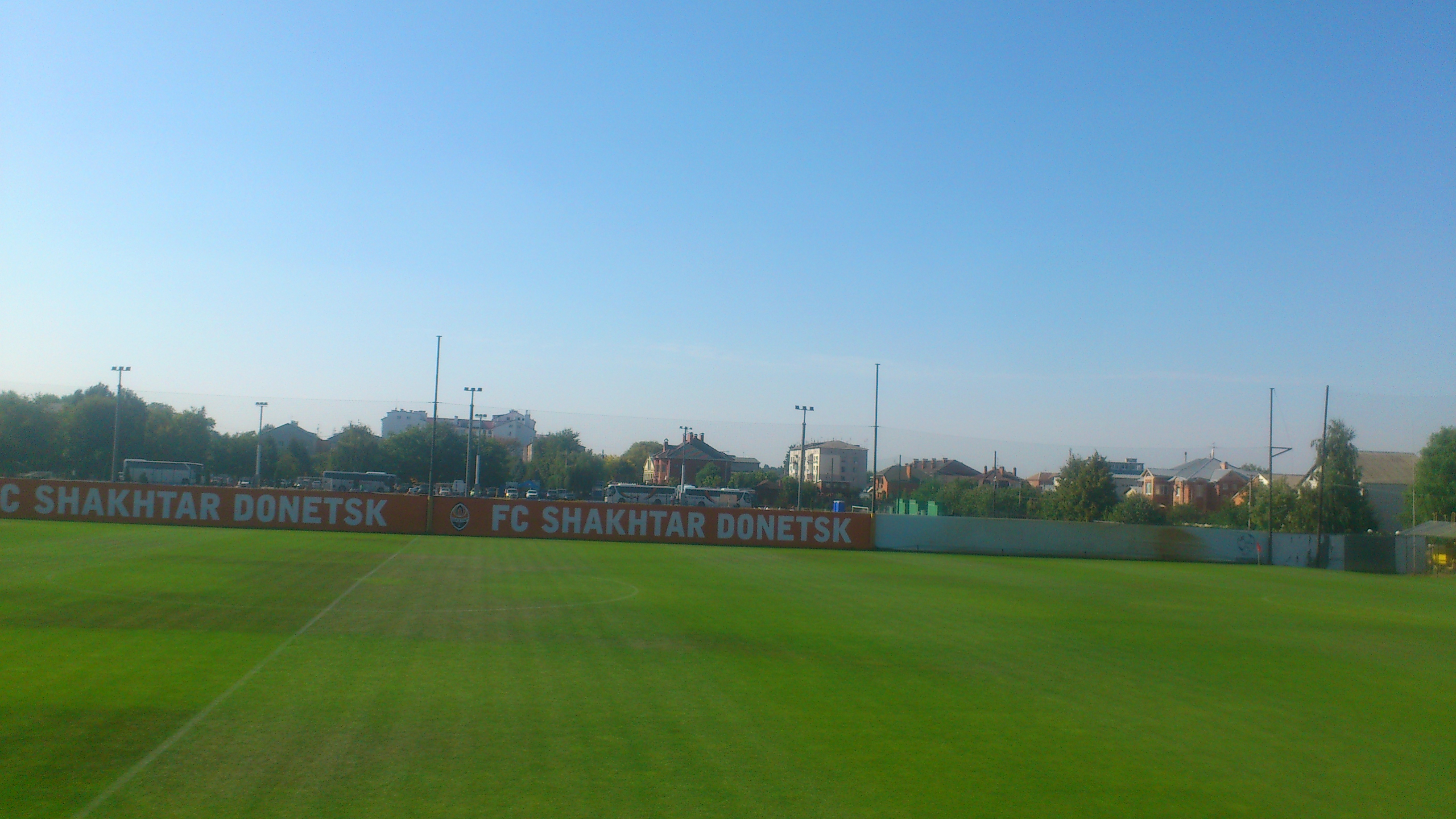

夏斯利韋（烏克蘭語：Щасливе），是烏克蘭的村落，位於該國中北部基輔州，由鮑里斯皮爾區負責管轄，始建於1969年，面積2.98平方公里，海拔高度127米，人口6,000，人口密度每平方公里1,083.8人。